# Хебдзе
Хебдзе (пол. Chebdzie) — село в Польщі, у гміні Москожев Влощовського повіту Свентокшиського воєводства.
Населення — 145 осіб (2011).
У 1975-1998 роках село належало до Ченстоховського воєводства.

## Демографія
Демографічна структура на день 31 березня 2011 року:
|          | Загалом | Допрацездатний вік | Працездатний вік | Постпрацездатний вік |
| -------- | ------- | ------------------ | ---------------- | -------------------- |
| Чоловіки | 83      | 17                 | 57               | 9                    |
| Жінки    | 62      | 15                 | 32               | 15                   |
| Разом    | 145     | 32                 | 89               | 24                   |